# Roman Jabłoński (wiolonczelista)
Roman Jabłoński (ur. 18 września 1945 w Gdańsku) – wiolonczelista i pedagog. Jeden z najwybitniejszych polskich wiolonczelistów.

## Życiorys
Urodził się w Gdańsku, w rodzinie z tradycjami muzycznymi. Jego ojcem był kompozytor Henryk Hubertus Jabłoński. Absolwent Liceum Muzycznego w Gdańsku w klasie Romana Sucheckiego. Od 1964 do 1969 studiował w Konserwatorium im. Piotra Czajkowskiego w Moskwie pod kierunkiem Sergieja Syryńskiego. W latach 1971–1973 kształcił się u Aldo Parisota na Yale University w New Haven w Stanach Zjednoczonych.
Jest laureatem konkursów muzycznych, m.in. w Dallas w 1972 (I nagroda) i w Bordeaux w 1974 (srebrny medal).
Debiutował w USA w 1976 – wystąpił w Carnegie Hall jako solista z Wielką Orkiestrą Symfoniczną Polskiego Radia i Telewizji pod dyrekcją Jerzego Maksymiuka. Jest częstym gościem na renomowanych festiwalach. Koncertował z najlepszymi orkiestrami, m.in. z Berliner Philharmoniker, New York Philharmonic, Jerusalem Symphony Orchestra, Cleveland Orchestra, Wielką Orkiestrą Symfoniczną Polskiego Radia w Katowicach, London Symphony Orchestra, London Philharmonic Orchestra i wszystkimi orkiestrami BBC. Ma szeroki repertuar; od utworów z XVII wieku do muzyki współczesnej. Wielokrotnie wykonywał Koncert wiolonczelowy Witolda Lutosławskiego pod dyrekcją kompozytora. W latach 1974–1981 był członkiem Kwartetu Polskiego Radia i Telewizji, zwanego Kwartetem Mistrzów (z Konstantym Andrzejem Kulką, Stefanem Kamasą i Jerzym Marchwińskim). 
Dokonał wielu nagrań radiowych. Ma też bogatą dyskografię; nagrał ponad 20 płyt. 
Prowadzi też działalność pedagogiczną na licznych uczelniach i kursach mistrzowskich. 